# Iliuță Rudăreanu
Iliuță Rudăreanu (n. 1889, Rudari, comuna Scărișoara, județul Romanați – d. 1982, București) a fost un cunoscut clarinetist virtuoz și compozitor român, de etnie romă. 

## Cariera artistică
S-a născut în anul 1889 în satul Rudari, comuna Scărișoara, județul Romanați (astăzi Olt), într-o familie de muzicanți. În perioada tinereții culege numeroase jocuri locale pe care le va înregistra, prelucra și aranja începând cu 1947.
În anul 1948, îl găsim cântând alături de violonistul Nicu Stănescu și orchestra sa la restaurantul Parcul Millea de pe Bd. Filantropiei (azi Ion Mihalache), vis-a-vis de Piața 1 mai.
În 1949, este angajat la Orchestra „Barbu Lăutaru” a Institutului de Folklor, de unde va ieși la pensie. Aici evoluează sub bagheta dirijorilor Nicu Stănescu (cu care a colaborat și în anii '40) și Ionel Budișteanu, și activează alături de instrumentiști notabili precum naistul Fănică Luca, fluierașul Ion Vădeanu, cobzarul Ion Zlotea, taragotistul Luță Ioviță, țambalistul Mihai Ion Schină sau tinere talente precum acordeonistul Nicolae Crăciunescu sau naiștii Damian Luca și Damian Cârlănaru.
A întreprins turnee artistice în URSS, Cehoslovacia, Polonia, RDG, Iugoslavia, Bulgaria, Ungaria, Austria, Elveția, Finlanda, Israel, Egipt, Turcia, Irak, Siria, India, China, Coreea de Nord etc.

## Decesul
Moare în anul 1982 la București, la vârsta de 93 de ani.

## Compoziții și prelucrări
Iliuță Rudăreanu s-a remarcat și ca bun compozitor. Printre lucrările sale se numără: Hora rândunelelor (1953); Balada cavalului și Sârba poporului (1956), Corul păsărilor, Jocul de la Dunăre, Sârba rândunelelor, Sârba lui Iliuță Rudăreanu ș.a. 
Înregistrează în anul 1953 melodia de joc macedo-română Gaida din Munții Pindului, culeasă și prelucrată de George Marcu. Prelucrează împreună cu violonistul, dirijorul și compozitorul Nicu Stănescu multe alte piese pentru repertoriul Orchestrei „Barbu Lăutaru” (de obicei piese concertante precum Hora mărțișorului, Hora furtună, Hora staccato ș.a., dar și jocuri populare oltenești precum Rustemul, Galaonul, Dianca, Tarele, Călușul, Alunelul ș.a.).

## Apariție în film
Iliuță Rudăreanu apare în filmul artistic „Moara cu noroc” realizat în 1955 după nuvela lui Ioan Slavici (regia și scenariul Titus Popovici), cântând în crâșma lui Ghiță (personajul slavician), într-o formație populară alcătuită din alți doi instrumentiști: Nicu Stănescu (vioară) și Constantin Pandele (țambal).

## Distincții
- Ordinul Muncii clasa a III-a (9 iunie 1954) „pentru merite deosebite în interpretarea muzicii populare”[3][4]

În același an (august 1954) este laureat al Premiului de stat, clasa I pe 1952, obținând și suma de 30.000 lei.